# Campeonato Paraense de Futebol de 2025 - Série A2
O Campeonato Paraense de Futebol - Série A2 de 2025 é a 40ª edição da Segunda Divisão no estado do Pará. A competição concede duas vagas a primeira divisão do Campeonato Paraense de Futebol de 2026 - Série A.

## Regulamento
Na primeira fase do campeonato, as 12 equipes foram divididas em quatro grupos de três times que se enfrentam em partidas de ida e volta. Os dois primeiros colocados de cada grupo se classificam para a fase final e as duas piores campanhas entre as quatro equipes remanescentes serão rebaixadas para a Série A3 2026.
As quartas de finais serão realizadas em jogos de ida e volta a partir da seguinte tabela: 1º A x 2º B; 1º B x 2º A; 1º C x 2º D; e 1º D x 2º A. Os vencedores dos dois primeiros e dos dois últimos confrontos se enfrentam na fase semifinal disputando uma vaga no Campeonato Paraense de Futebol - Série A de 2026 e na final do campeonato.

## Primeira fase

### Grupo A
| Pos | Equipe         | Pts | J | V | E | D | GP | GC | SG | Classificado     |  | AMA | UNI | ESM |
| --- | -------------- | --- | - | - | - | - | -- | -- | -- | ---------------- |  | --- | --- | --- |
| 1   | Amazônia       | 8   | 4 | 2 | 2 | 0 | 6  | 4  | +2 | Quartas de final |  | —   | 3–2 | 1–1 |
| 2   | União Paraense | 5   | 4 | 1 | 2 | 1 | 5  | 4  | +1 | Quartas de final |  | 0–0 | —   | 1–1 |
| 3   | ESMAC          | 2   | 4 | 0 | 2 | 2 | 3  | 6  | −3 |                  |  | 1–2 | 0–2 | —   |

### Grupo B
| Pos | Equipe      | Pts | J | V | E | D | GP | GC | SG | Classificado     |  | URU | PAR | PIN |
| --- | ----------- | --- | - | - | - | - | -- | -- | -- | ---------------- |  | --- | --- | --- |
| 1   | Urumajó     | 8   | 4 | 2 | 2 | 0 | 6  | 3  | +3 | Quartas de final |  | —   | 2–1 | 2–0 |
| 2   | Paragominas | 5   | 4 | 1 | 2 | 1 | 5  | 4  | +1 | Quartas de final |  | 0–0 | —   | 3–1 |
| 3   | Pinheirense | 2   | 4 | 0 | 2 | 2 | 4  | 8  | −4 |                  |  | 2–2 | 1–1 | —   |

### Grupo C
| Pos | Equipe          | Pts | J | V | E | D | GP | GC | SG | Classificado     |  | SRA | TAP | IZA |
| --- | --------------- | --- | - | - | - | - | -- | -- | -- | ---------------- |  | --- | --- | --- |
| 1   | São Raimundo-PA | 9   | 4 | 3 | 0 | 1 | 11 | 8  | +3 | Quartas de final |  | —   | 3–2 | 3–2 |
| 2   | Tapajós         | 4   | 4 | 1 | 1 | 2 | 6  | 6  | 0  | Quartas de final |  | 3–1 | —   | 1–1 |
| 3   | Izabelense      | 4   | 4 | 1 | 1 | 2 | 5  | 8  | −3 |                  |  | 1–4 | 1–0 | —   |

### Grupo D
| Pos | Equipe     | Pts | J | V | E | D | GP | GC | SG | Classificado     |  | CAN | ITU | CAR |
| --- | ---------- | --- | - | - | - | - | -- | -- | -- | ---------------- |  | --- | --- | --- |
| 1   | Canaã-PA   | 7   | 4 | 2 | 1 | 1 | 7  | 4  | +3 | Quartas de final |  | —   | 1–2 | 3–0 |
| 2   | Itupiranga | 7   | 4 | 2 | 1 | 1 | 8  | 6  | +2 | Quartas de final |  | 1–1 | —   | 1–2 |
| 3   | Carajás    | 3   | 4 | 1 | 0 | 3 | 5  | 10 | −5 |                  |  | 1–2 | 2–4 | —   |

## Fase final
Em itálico, as equipes que possuem o mando de campo no primeiro jogo do confronto ou no jogo único. Em negrito, as classificadas.
|  | Quartas-de-final | Quartas-de-final | Quartas-de-final | Quartas-de-final |   |                 | Semifinais       | Semifinais       | Semifinais       | Semifinais       |  |  | Final           | Final       | Final       | Final       |
|  | 5 e 12 de julho  | 5 e 12 de julho  | 5 e 12 de julho  | 5 e 12 de julho  |   |                 | 19 a 27 de julho | 19 a 27 de julho | 19 a 27 de julho | 19 a 27 de julho |  |  | 2 de agosto     | 2 de agosto | 2 de agosto | 2 de agosto |
|  |                  |                  |                  |                  |   |                 |                  |                  |                  |                  |  |  |                 |             |             |             |
|  | São Raimundo-PA  | 1                | 3                | 4                |   |                 |                  |                  |                  |                  |  |  |                 |             |             |             |
|  | Itupiranga       | 0                | 2                | 2                |   |                 |                  |                  |                  |                  |  |  |                 |             |             |             |
|  | Itupiranga       | 0                | 2                | 2                |   | São Raimundo-PA | 2                | 0                | 2                |                  |  |  |                 |             |             |             |
|  |                  |                  |                  |                  |   | São Raimundo-PA | 2                | 0                | 2                |                  |  |  |                 |             |             |             |
|  |                  | Canaã-PA         | 1                | 0                | 1 |                 |                  |                  |                  |                  |  |  |                 |             |             |             |
|  | Canaã-PA         | Canaã-PA         | 1                | 0                | 1 | 2               | 3                | 5                |                  |                  |  |  |                 |             |             |             |
|  | Canaã-PA         |                  |                  |                  |   | 2               | 3                | 5                |                  |                  |  |  |                 |             |             |             |
|  | Tapajós          | 0                | 0                | 0                |   |                 |                  |                  |                  |                  |  |  |                 |             |             |             |
|  |                  |                  |                  |                  |   |                 |                  |                  |                  |                  |  |  | São Raimundo-PA | 2           |             |             |
|  |                  |                  | Amazônia         | 1                |   |                 |                  |                  |                  |                  |  |  |                 |             |             |             |
|  | Urumajó          | 0                | 1                | 1                |   |                 |                  |                  |                  |                  |  |  |                 |             |             |             |
|  | União Paraense   | 0                | 0                | 0                |   |                 |                  |                  |                  |                  |  |  |                 |             |             |             |
|  | União Paraense   | 0                | 0                | 0                |   | Urumajó         | 3                | 0                | 3                |                  |  |  |                 |             |             |             |
|  |                  |                  |                  |                  |   | Urumajó         | 3                | 0                | 3                |                  |  |  |                 |             |             |             |
|  |                  | Amazônia         | 4                | 1                | 5 |                 |                  |                  |                  |                  |  |  |                 |             |             |             |
|  | Amazônia (pen)   | Amazônia         | 4                | 1                | 5 | 1               | 0                | 1 (5)            |                  |                  |  |  |                 |             |             |             |
|  | Amazônia (pen)   |                  |                  |                  |   | 1               | 0                | 1 (5)            |                  |                  |  |  |                 |             |             |             |
|  | Paragominas      | 1                | 0                | 1 (4)            |   |                 |                  |                  |                  |                  |  |  |                 |             |             |             |

## Classificação geral
| Pos | Equipe          | Pts | J | V | E | D | GP | GC | SG | Classificação ou descenso                  |
| --- | --------------- | --- | - | - | - | - | -- | -- | -- | ------------------------------------------ |
| 1   | São Raimundo-PA | 22  | 9 | 7 | 1 | 1 | 18 | 11 | +7 | Campeão e promovido à Série A de 2026      |
| 2   | Amazônia        | 16  | 9 | 4 | 4 | 1 | 12 | 9  | +3 | Vice-campeão e promovido à Série A de 2026 |
| 3   | Canaã-PA        | 14  | 8 | 4 | 2 | 2 | 13 | 6  | +7 | Eliminado na semifinal                     |
| 4   | Urumajó         | 12  | 8 | 3 | 3 | 2 | 10 | 8  | +2 | Eliminado na semifinal                     |
| 5   | Itupiranga      | 7   | 6 | 2 | 1 | 3 | 10 | 10 | 0  | Eliminado nas quartas de final             |
| 6   | Paragominas     | 7   | 6 | 1 | 4 | 1 | 6  | 5  | +1 | Eliminado nas quartas de final             |
| 7   | União Paraense  | 6   | 6 | 1 | 3 | 2 | 5  | 5  | 0  | Eliminado nas quartas de final             |
| 8   | Tapajós         | 4   | 6 | 1 | 1 | 4 | 6  | 11 | −5 | Eliminado nas quartas de final             |
| 9   | Izabelense      | 4   | 4 | 1 | 1 | 2 | 5  | 8  | −3 | Eliminado na primeira fase                 |
| 10  | Carajás         | 3   | 4 | 1 | 0 | 3 | 5  | 10 | −5 | Eliminado na primeira fase                 |
| 11  | ESMAC           | 2   | 4 | 0 | 2 | 2 | 3  | 6  | −3 | Rebaixado à Série A3 de 2026               |
| 12  | Pinheirense     | 2   | 4 | 0 | 2 | 2 | 4  | 8  | −4 | Rebaixado à Série A3 de 2026               |